# Bankston (Iowa)
Pour les articles homonymes, voir Bankston.
Bankston est une ville du comté de Dubuque, en Iowa, aux États-Unis. Elle est incorporée le 8 septembre 1933.

## Source de la traduction
- (en) Cet article est partiellement ou en totalité issu de l’article de Wikipédia en anglais intitulé « Bankston, Iowa » (voir la liste des auteurs).